# Cornelis van Nijenroode
 (mars 2021).
Si vous disposez d'ouvrages ou d'articles de référence ou si vous connaissez des sites web de qualité traitant du thème abordé ici, merci de compléter l'article en donnant les références utiles à sa vérifiabilité et en les liant à la section « Notes et références ».
Cornelis van Nijenro(o)de, aussi appelé Cornelis van Nieuwroode (né à Naarden et mort à Dejima en janvier 1633) est gouverneur du comptoir de commerce de la VOC à Hirado, au Japon de 1623 à 1633.
Cornelis van Nijenroode arrive en Asie en 1607. Il occupe plusieurs fonctions au poste de commerce de la compagnie néerlandaise des Indes orientales au Siam. En 1622, il prend part à une expédition envoyée de Formose vers les côtes de Chine.
Au Japon, il a une fille, Cornelia van Nijenroode (en), avec une japonaise appelée Surishia. 
Il meurt en 1633, juste avant de s'embarquer pour Batavia.